# Sarothrias hygrophilus
Sarothrias hygrophilus är en skalbaggsart som beskrevs av Tarun Kumar Pal 1998. Sarothrias hygrophilus ingår i släktet Sarothrias och familjen Jacobsoniidae. Inga underarter finns listade i Catalogue of Life.